# Henri Ier d'Orléans-Rothelin
Pour les articles homonymes, voir Henri d'Orléans et Henri Ier.
Pour les autres membres de la famille, voir Maison d'Orléans-Rothelin.
Henri Ier d'Orléans-Rothelin, né en 1583 et mort le 4 mai 1652 est un militaire français. 
Il appartient à la famille d'Orléans-Rothelin, branche bâtarde de la maison d'Orléans-Longueville, elle-même bâtarde des Valois-Orléans. Il est maréchal de camp.

## Biographie

### Carrière
Henri Ier d'Orléans-Rothelin est né en 1583. Il est le fils de François d'Orléans-Rothelin, bâtard de Longueville, et de Catherine du Val.
Titré marquis de Rothelin, il est baron  de Varenguebec, de Neaufles et de Hugleville. Il est gouverneur de Verneuil-sur-Avre,.
Il est nommé conseiller d'État d'épée en 1615 puis gentilhomme de la chambre du roi en 1620. Il commande l'artillerie au siège de La Rochelle en 1628. Maréchal de camp en 1636, il est nommé par brevet en 1643 pour être reçu chevalier de l'ordre du Saint-Esprit lors de la prochaine promotion, mais il meurt avant celle-ci.
Il meurt le 4 mai 1652.

### Mariage et descendance
Il se marie le 12 février 1620 avec Catherine Henriette de Loménie (morte en 1667), fille d'Antoine de Loménie de La Ville-aux-Clercs, conseiller du roi et secrétaire d'État,,. Ils ont six enfants :
- Marc Antoine, né en 1622 et mort à Paris le 14 juin 1644, marquis de Rothelin, baron de Varenguebec, Neaufles et Hugleville, marié en 1643 à Anne de Bauquemare, morte en 1693, fille de Charles de Bauquemare ; un fils mort enfant[2],[3].
- Henri II Auguste, mort en 1698, marquis de Rothelin, qui continue la famille[2],[3] ;
- François, baptisé le 12 décembre 1627 et mort vers 1686, titré comte de Rothelin, chevalier de l'ordre de Malte en 1632 puis quitte cet ordre et épouse Charlotte de Biencourt, avec qui il a quatre enfants[2],[3] ;
- Gabriel, mort le 31 juillet 1714, abbé de Notre-Dame de Josaphat et doyen de Gournay-en-Bray[5],[3] ;
- Marie Catherine, religieuse à l'abbaye de Chelles[5],[3] ;
- Marie Madeleine, morte le 18 octobre 1694 sans alliance[5],[3].